# Леус Олена Євгенівна
Леус Олена Євгенівна (нар.4 січня 1960, с. Розкішне, Лутугинський район,  Луганська область) —  сучасна українська художниця. З 1993 р. член Національної спілки художників України (НСХУ).  Заслужений художник України (2010).

## Біографія
Олена Леус народилась 4 січня 1960 року в селі Розкішне, що на Луганщині. У 1987 році закінчила Київський художній інститут (майстерня  М. Стороженко). Живе та працює у Києві.
Після закінчення Київського художнього інституту є учасницею обласних, всеукраїнських мистецьких виставок. Персональні виставки проходять у Києві (2003–2004, 2006, 2008, 2010). На творчій роботі. Створює переважно міські пейзажі у реалістичному стилі з елементами експресіонізму.
Для творчості Олени Євгенівни Леус характерна насиченість кольору, якої досягає нанесенням значної кількості фарби мастихіном.
Дружина І. Машинського.

## Творчість[2]
- «Весна» (1988)
- «Едем» (1988)
- «Київські схили» (1989)
- «Ранок» (1990)
- «Фламінго» (1993)
- «Тиша» (1994)
- «На Дніпрі» (1995)
- «Осінній етюд» (1999)
- «Кирилівська церква» (1999)
- «Вечір» (2001)
- «Захід» (2003)
- «Спливаючий день» (2004)
- «Ярославів Вал» (2004)
- «Останній день лютого» (2004)
- «Майдан Незалежності» (2005)
- «Передчуття свята» (2005)
- «Причал» (2005)
- «Вечір» (2007)
- «Гідропарк» (2010)
- «Андріївський узвіз» (2010)
- «Прогулянка містом» (2013)
- «Свято в Індії» (2013)
- «Дорога до храму» (2014)
- «Лютий 2014. Лавра» (2014)
- «Пам'яті Небесної Сотні» (2014)
- «Революція Гідності» (2014)
- «Оболонська набережна» (2015)